# Dom Rządu w Mińsku
Dom Rządowy Republiki Białorusi (biał. Дом урада Рэспублікі Беларусь) – monumentalny gmach w stylu radzieckiego modernizmu znajdujący się na pl. Niepodległości, jeden z bardziej charakterystycznych budynków Mińska, obecnie siedziba parlamentu Republiki Białorusi.

## Historia
Gmach wzniesiono w latach 1930–1934 przy dawnej ulicy Zacharzewskiej w Mińsku, wyburzając pod jego budowę cały kwartał przedwojennych kamienic. Budowę poprzedził zorganizowany w 1929 ogólnokrajowy konkurs na siedzibę Rady Najwyższej – wygrał go białoruski architekt Iosif Łangbard. Budynek powstał w stosunkowo szybkim okresie, architekt nadał mu monumentalny kształt charakterystyczny dla epoki początku lat 30. w ZSRR. Korpus główny składa się z dziewięciu kondygnacji, do tego dochodzą skrzydła boczne oraz segmenty przejściowe. Początkowo planowano budowę specjalnej galerii łączącej lewe i prawo skrzydło boczne na wysokości drugiego piętra, jednak ostatecznie zrezygnowano z tego pomysłu.
W wyniku budowy Domu radykalnej przemianie uległ wygląd centralnej części Mińska – wąska ulica Zacharzewska ustąpiła na tej wysokości nowo powstałemu pl. Lenina, który miał być miejscem mityngów i demonstracji charakterystycznych dla radzieckiego państwa totalitarnego. Przed budynkiem ustawiono pomnik Włodzimierza Lenina dłuta M. Manizera.
W 1944 Niemcy wycofując się z Mińska zaminowali Dom Rządowy, jednak ostatecznie nie doszło do jego wysadzenia. Po wojnie mieściła się tam Rada Najwyższa Białoruskiej SRR, a po uzyskaniu przez Białoruś niepodległości parlament nowego państwa.
Na gmachu mińskiego domu rządowego wzorowany jest podobny budynek w Mohylewie.